# Takenouchi Shikibu
Takenouchi Shikibu (japanisch 竹内 式部; * 1712 in Niigata; † 24. Januar 1768 auf Miyake-jima) war Konfuzianist, ein Erneuerer des Shintō und Befürworter der Wiederherstellung der kaiserlichen Macht in Japan.

## Leben und Wirken
Takenouchi Shikibu wurde in Niigata in der Provinz Echigo als Sohn einer Arzt-Familie geboren. Sein eigentlicher Name war Takamochi (敬持), Shikibu war sein Hoftitel als „Zeremonienmeister“. Mit 16 Jahren ging er nach Kyōto und studierte den Konfuzianismus unter Matsuoka Chūryō (松岡 仲良), Sawada Issai (澤田 一斎), später unter Tamaki Isai (玉木 葦斎) Suika-Shintō. Auch wurde er einer der letzten Schüler von Wakabayashi Kyōsai (若林 強斎; 1676–1732).
Dann eröffnete Shikibu in Kyōto selbst eine Schule, in der er die Doktrinen des chinesischen Philosophen Zhu Xi und Shintoismus lehrte. Sein Unterricht zog neben Tokudaiji Kimiki (徳大寺 公城; 1729–1782), Koga Michitoshi (久我 通敏) 700 bis 800  Studenten an, insbesondere Unzufriedene aus dem Hofadel. Unter dem Vorwurf, er habe seine Schüler auch in militärischen Wissenschaften unterrichtet, wurde er auf Anordnung des Shōgun 1758 festgenommen. Bei der Gelegenheit wurden auch 17 Schüler aus dem Hofadel bestraft.
Nachdem Shikibu im folgenden Jahr aus Kyōto verbannt wurde, zog er sich in die Provinz Ise zurück. Als dann Yamagata Daini (1725–1767) und Fujii Umon (藤井 右門; 1720–1767) 1767 verhaftet und dann enthauptet wurden, weil sie für die Wiederherstellung der kaiserlichen Macht eingetreten waren, wurde auch Shikibu verhaftet und zum Exil auf der Insel Hachijō-jima verurteilt. Er erkrankte während der Überfahrt und starb auf Miyake-jima.
In Shikibus Heimatstadt Niigata gedenkt man seiner an verschiedenen Stellen mit Büsten und Gedenktafeln.